# حرب كيتوس
حرب كيتوس (115-117، بالإنجليزية: Kitos War، بالعبرية: מרד הגלויות، ترجمتها: ثورة الشتات، باللاتينية: Tumultus Iudaicus) واحدة من الحروب اليهودية الرومانية الكبرى التي امتدت بين عامي 66 و136. اندلعت الانتفاضات في عام 115، حين كانت نسبة كبيرة من جيوش الرومان تخوض حرب تراجان الفرثية على الحدود الشرقية للإمبراطورية الرومانية. خرجت الثورات الكبيرة التي قادها المنتسبون عرقًا إلى منطقة يهودا في كل من برقة وقبرص ومصر عن السيطرة، ما نجم عنه مذبحة واسعة النطاق طالت ما تبقى من الحاميات والمواطنين الرومان على أيدي المتمردين اليهود.
سُحق الثوار اليهود في نهاية المطاف أمام قوات الفيلق الروماني، وبشكل أساسي على يد الجنرال الروماني لوسيوس كوييتوس وهو موري الاصل و أطلِق اسمه على النّزاع في ما بعد، إذ حُرّف الاسم كوييتوس لاحقًا ليصبح «كيتوس». وقد أبيدت بعض الجماعات اليهودية عن بكرة أبيها إلى درجت حدت بالرومان إلى الانتقال واستيطان مناطقها لمنعها من التحول إلى مناطق مهجورة بالكامل. وهرب القائد اليهودي لوكواس (بالإنجليزية: Lukuas) إلى منطقة يهودا، فسعى مارسيوس توربو (بالإنجليزية: Marcius Turbo) خلفه وحكم بالموت على الأخوين جوليان وبابوس، اللذين كانا من كبار قادة الانتفاضة. آنذاك كان لوسيوس كوييتوس، الذي غزا يهود بلاد الرافدين، يتولى قيادة الجيش الروماني في يهودا، وضرب الحصار حول اللد، حيث كان الثوار اليهود قد تجمعوا تحت قيادة حوليان وبابوس. بعد ذلك استولي على اللد وأعدِم العديد من اليهود المتمردين، وكثيرًا ما يرد ذكر «من ذُبحوا في اللد» بكلمات مديح توقيري في التلمود، كان القائدان الثوريان بابوس وجوليان من بين من أعدمهم الرومان في العام نفسه. ظل الوضع في يهودا متوترًا بالنسبة إلى الرومان، الذين أجبِروا في حكم هادريان على نقل الفيلق المدرع السادس إلى قيسارية ماريتيما بشكل دائم.

## الخلفية
تصاعدت التوترات بين السكان اليهود في الإمبراطورية الرومانية من جهة وبين السكان الإغريق والرومان من جهة أخرى خلال القرن الأول للميلاد، فأخذت تتبلور بالتدريج في أحداث عنف متنوعة، وبوجه التحديد في أنحاء يهودا، حيث كانت أقسام من السكان اليهود تنساق بين الحين والآخر إلى العصيان المسلح العنيف ضد الإمبراطورية الرومانية. ووقع العديد من الحوادث في أجزاء أخرى من الإمبراطورية أيضًا، يُذكر منها هجمات البوغروم في الإسكندرية، التي استهدفت الجالية اليهودية الكبيرة في الإسكندرية في ولاية مصر. غير أن يهود الشتات، باستثناء الإسكندرية، كانوا يبلون بلاء حسنًا في أنحاء الإمبراطورية الرومانية ويعتمدون على الدولة الرومانية من أجل صون حقوقهم.
أفضت التوترات المتصاعدة في نهاية المطاف إلى الحرب اليهودية الرومانية الأولى، التي بدأت في عام 66 م. ونشبت الأعمال العدائية البدئية بسبب التوترات الدينية بين الإغريق واليهود، لكنها تصاعدت في ما بعد بسبب الاحتجاجات ضد الضرائب وشن الهجمات على المواطنين الروم. وسرعان ما اجتيحت الحامية العسكرية الرومانية في يهودا من قبل الثوار، وفر الملك هيرود أغريبا الثاني المناصر للرومان من أورشليم مع مسؤولين رومان إلى الجليل. وجاء سيستيوس غالوس، ليغاتوس سوريا، بالجيش السوري، المعتمد على فيلق الصاعقة الثاني عشر، مدعومًا بجماعات عسكرية احتياطية، من أجل إعادة فرض النظام وقمع الثورة. غير أن الفيلق تعرض لكمين وهُزم أمام الثوار اليهود في معركة بيت حورون، ما شكّل صدمة للقيادة الرومانية.
نُقل أمر قمع الثورة بعد ذلك إلى الجنرال فسبازيان وابنه تيتوس، اللذين جمعا أربعة فيالق وبدأا بالزحف عبر البلاد بدءًا من الجليل في عام 67 م. انتهت الثورة حين حاصرت الفيالق التي يقودها تيتوس مركز مقاومة الثوار ودمرته في عام 70 م وهزمت ما تبقى من معاقل اليهود في ما بعد.

## الثورة والحروب
في عام 115، كان الإمبراطور تراجان يتولى قيادة الحملة الشرقية ضد الإمبراطورية الفرثية. وكان العامل الذي حث على الغزو الروماني هو فرض ملك مناصر للفرثيين على عرش أرمينيا بعد الاجتياح الفرثي لتلك البلاد. وما كان من شأن انتهاك دائرة النفوذ التقليدية للإمبراطورية الرومانية بهذا الشكل –كانت الإمبراطوريتان تتشاركان الهيمنة على أرمينيا منذ عهد نيرون قبل نحو 50 عامًا- إلا أن تقود إلى الحرب.
ومع تقدم جيش تراجان مظفرًا في بلاد الرافدين، بدأ الثوار اليهود في أعقابه يهاجمون الحاميات الصغيرة التي تتخلف عنه. وسرعان ما امتدت ثورة نشبت في برقة البعيدة إلى مصر ثم قبرص، محرضة على قيام الثورة في يهودا. شكلت انتفاضة واسعة مركزها اللد تهديدًا لمؤن الحبوب من مصر إلى الجبهة، وانتشر العصيان المسلح اليهودي بخفة إلى الولايات التي كانت قد تعرضت للغزو حديثًا. انضمت المدن التي تضم عددًا معتبرًا من اليهود –نصيبين والرها وسلوقية وأربيلا (حاليًا: أربيل في العراق)- إلى الثورة وفتكت بالحاميات الرومانية الصغيرة الموجودة فيها.

### برقة
في برقة، كان الثوار تحت قيادة لوكواس أو أندرياس، الذي أطلق على نفسه لقب «الملك» (حسب يوسابيوس القيصري). دمرت مجموعته العديد من المعابد، من بينها المعابد التابعة للآلهة هيكاتي وجوبيتر وأبولو وأرتميس وإيزيس، إلى جانب البنى المدنية التي كانت بمثابة رموز لروما، ومن بينها معابد السيزاريوم والبازيليكا والحمّامات العمومية.
وفي القرن الرابع، دوّن المؤرخ المسيحي أوروسيوس أن العنف أفرغ ولاية برقة من سكانها إلى درجت دفعت هادريان إلى تأسيس مستعمرات جديدة: «اليهود... شنوا حربًا على السكان في أنحاء ليبيا بأكثر الأساليب همجية، فعم الخراب البلاد إلى حد كبير، إذ ذُبح من يحرث الأرض، وكانت الأرض لتبقى غير مأهولة لو لم يجمع الإمبراطور هادريان المستوطنين من أماكن أخرى وأرسلهم إلى هناك، لأن السكان مُسحوا عن بكرة أبيهم».
وقال كاسيوس ديو متحدثًا عن حركات التمرد اليهودية: «في الوقت الذي عين يهود منطقة قورينا شخصًا يدعى أندرياس قائدًا لهم وراحوا يدمرون الرومان والإغريق معًا. كانوا يطبخون لحمهم، ويصنعون الأحزمة لأنفسهم من أحشائهم، ويدهنون أنفسهم بدمائهم، ويرتدون جلودهم كأنها ملابس. قطعوا العديد منهم إلى نصفين من الرأس حتى الأسفل، وكانوا يلقون بآخرين إلى الوحوش البرية ويرغمون غيرهم على القتال مثل مقاتلي الغلادياتر. وبالنتيجة الإجمالية، هلك مئتان وعشرون ألف شخص. وفي مصر أيضًا، اقترفوا العديد من الأفعال المشابهة، وفي قبرص تحت قيادة أرتيميو. وهناك، بالطريقة نفسها، لقي مئتان وأربعون ألف شخص مصرعهم. ولهذا السبب لا يستطيع يهودي أن يطأ تلك الأرض بقدمه، حتى لو ساقت الريح أحدهم إلى الجزيرة فسيكون الموت مصيره. لعب العديد من الأشخاص دورًا في إخضاع أولئك اليهود، وكان من بينهم لوسيوس الذي أرسله تراجان».
ذكرت الموسوعة اليهودية الأصلية عام 1906 ما يلي عن مذابح قورينا: «بفعل هذه الثورة التي تفشت، فرغت ليبيا من سكانها إلى درجة تعين معها بعد بضع سنوات تأسيس مستعمرات جديدة هناك (يوسابيوس، «تاريخ» من الأرمني، السنة الرابعة عشرة من عهد هادريان). وتحدث الأسقف سينيسيوس، وهو من سكان قورينا المحليين في بداية القرن الخامس، عن الدمار الذي جره اليهود («دو رينيو»، الجزء الثاني)» (بالإنجليزية: Do Regno).
وتقر الموسوعة اليهودية بأهمية كاسيوس ديو بوصفه مرجعًا، بيد أنها ترى أن روايته للأحداث في قورينا وقبرص قد تكون غير دقيقة: «لأن الرواية عن الحرب اليهودية تحت حكم تراجان وهادريان ديون هي المرجع الأهم (lxviii. 32, lxix. 12–14)، غير أن هذا الوصف للأعمال الوحشية التي ارتكبها اليهود في قورينا وجزيرة قبرص مبالغ به على الأغلب».

### إيجيبتوس
قاد لوكواس الثوار نحو الإسكندرية، ودخل المدينة التي كان الحاكم الروماني ماركوس روتيليوس لوبوس قد هجرها وأضرم النار بها. دُمرت المعابد المصرية وقبر بومبيوس الكبير. ووُثق انتصار اليهود في معركة نشبت في الأشمونين عام 116، كما تشير ورقة بردي.
أرسل تراجان جماعات عسكرية جديدة تحت قيادة مارسيوس توربو، لكن الأمور لم تهدأ في مصر وقورينا قبل خريف عام 117.

### قبرص
في قبرص، سيطرت مجموعة يهودية يدعى قائدها أرتيميون على الجزيرة، فقتلت عشرات الآلاف من المدنيين القبارصة الإغريق. وشارك اليهود القبارصة في الانتفاضة الكبيرة ضد الرومان في عهد تراجان (عام 117)، فذبحوا 240,000 إغريقي. وأرسِل جيش روماني إلى الجزيرة، فلم يلبث طويلًا حتى أعاد السيطرة على العاصمة. وبعد دحر الثورة بشكل كامل، سُنت القوانين لحظر عيش أي يهودي على الجزيرة.

### بلاد الرافدين
اندلعت ثورة في بلاد الرافدين حين كان تراجان في الخليج العربي، وأعاد تراجان السيطرة على نصيبين (في تركيا) والرها، عاصمة مملكة الرها، وسلوقية (في العراق)، وكانت كل منها تؤوي جاليات يهودية كبيرة.
جُلب ابن مناصر للرومان من أبناء الملك الفرثي أوسرويس الأول، اسمه فرثاماسباتاس، مع الحملة على اعتباره جزءًا من حاشية الإمبراطور. توّجه تراجان في طيسفون ملكًا على الفرثيين، ووصف كاسيوس ديو الحدث كما يلي: «لخشية تراجان من أن يبدأ الفرثيون بالثورة هم أيضًا، رغب بمنحهم ملكًا منهم. وبناء على ذلك، حين جاء إلى طيسفون، استدعى جميع الرومان والفرثيين ممن تواجدوا في أحد السهول الكبيرة آنذاك سوية، واعتلى منصة عالية، وبعد حديثه عما كان قد أنجزه بلغة طنانة، عين فرثاماسباتاس ملكًا على الفرثيين ووضع الإكليل فوق رأسه». بعد فعله هذا، تحرك تراجان نحو الشمال ليتولى شخصيًا قيادة الحصار القائم على مملكة الحضر.
واستمر الحصار طيلة صيف عام 117، لكن سنوات الحملات المستمرة في قيظ الشرق ألقت بأثرها على تراجان، الذي عانى من ضربة شمس، فقرر أن يبدأ رحلة العودة الطويلة إلى روما من أجل أن يُشفى. وبعد إبحاره من سلوقية، تدهورت صحة الإمبراطور بسرعة. أنزِل إلى البر عند سيلينوس في صقلية، حيث لقي حتفه. وتولى خليفته، هادريان، الحكم بعد ذلك بوقت قصير.

### يهودا
هرب القائد اليهودي لوكواس إلى منطقة يهودا، فسعى مارسيوس توربو خلفه وحكم بالموت على الأخوين جوليان وبابوس، اللذين كانا من كبار قادة الانتفاضة. آنذاك كان لوسيوس كوييتوس، الذي غزا يهود بلاد الرافدين، يتولى قيادة الجيش الروماني في يهودا، وضرب الحصار حول اللد، حيث كان الثوار اليهود قد تجمعوا تحت قيادة حوليان وبابوس. تعاظم التوتر إلى درجة أن الربان الكبير جمالائيل الثاني، الذي حُجز هناك ومات بعد ذلك بوقت قصير، سمح الصوم حتى في عيد حانوكا، في حين أدان حاخامات آخرون هذا الإجراء. بعد ذلك استولي على اللد وأعدِم العديد من اليهود المتمردين، وكثيرًا ما يرد ذكر «من ذُبحوا في اللد» بكلمات مديح توقيري في التلمود، ولقد كان القائدان الثوريان بابوس وجوليان من بين من أعدمهم الرومان في العام نفسه.
جُرد لوسيوس كوييتوس، الذي كان الإمبراطور تراجان يضعه في مكانة عالية والذي خدم روما بمنتهى الكفاءة، من سلطته بهدوء حالما ضمن هادريان اللقب الإمبراطوري. وقُتل في ظروف مجهولة في صيف عام 118، ربما بناء على أوامر من هادريان.
اتخذ هادريان قرارًا بإنهاء الحرب لم يقابَل بترحيب شعبي، فهجر الكثير من فتوحات تراجان في الشرق وهدّأ الحدود الشرقية. وعلى الرغم من هجره لولاية بلاد الرافدين السابقة، فقد نصّب فرثاماسباتاس –الذي كان قد طُرد من طيسفون بعودة أوسرويس- ملكًا على مملكة الرها التي استعيدت. وظلت مملكة الرها طوال قرن تحتفظ باستقلال متقلقل بوصفها دويلة حاجزة محشورة بين الإمبراطوريتين.
ظل الوضع في يهودا متوترًا بالنسبة إلى الرومان، الذين أجبِروا في حكم هادريان على نقل الفيلق المدرع السادس إلى قيسارية ماريتيما بشكل دائم.

## النتيجة
حدثت المزيد من التطورات في ولاية يهودا عام 130، حين زار الإمبراطور هادريان مناطق شرق البحر الأبيض المتوسط واتخذ قرارًا –حسب كاسيوس ديو- بإعادة إعمار مدينة أورشليم المدمرة، إذ أن اسم المستعمرة الرومانية إيليا كابيتولينا مشتق من اسمه هو. ويُزعم أن هذا القرار –إلى جانب بقية العقوبات التي أصدرها هادريان بحق اليهود- كان من أسباب اندلاع ثورة بار كوخبا عام 132، وهي انتفاضة شديدة العنف، استنزفت الجيش الروماني وموارده حتى أقصاها. وانتهت ثورة بار كوخبا بهجوم ضار غير مسبوق على السكان اليهود وفرض الحظر على العبادات اليهودية، ثم رُفع هذا الحظر في عام 138 عقب وفاة هادريان.